# Куєд
Куєд (рум. Cuied) — село у повіті Арад в Румунії. Входить до складу комуни Бутень.
Село розташоване на відстані 381 км на північний захід від Бухареста, 57 км на схід від Арада, 130 км на захід від Клуж-Напоки, 88 км на північний схід від Тімішоари.

## Населення
За даними перепису населення 2002 року у селі проживали 776 осіб, з них 772 особи (99,5%) румунів. Рідною мовою 774 особи (99,7%) назвали румунську.